# John Rambo
John James Rambo (Bowie, Arizona, Estados Unidos, 6 de julio de 1947) es el personaje principal de la saga Rambo, basada en la novela First Blood (Primera sangre), de David Morrell, protagonizada por Sylvester Stallone, en la que interpreta a un boina verde veterano de la guerra de Vietnam altamente entrenado en técnicas de supervivencia, combate cuerpo a cuerpo y guerra de guerrillas.

## Biografía
John James Rambo nació el 6 de julio de 1947 en Bowie, Arizona, Estados Unidos, de ascendencia india-alemana. Se graduó de la Rangeford High School y, a continuación, se alistó en el Ejército de los Estados Unidos a los 19 años, el 7 de junio de 1966.
Fue desplegado en Vietnam del Sur en septiembre de 1966. Comenzó la formación en las Fuerzas Especiales (Boinas Verdes), en Fort Bragg, Carolina del Norte en 1968. En algún momento recibe entrenamiento de vuelo en helicópteros y tanques.
A finales de 1969, Rambo fue nuevamente desplegado en Vietnam. En noviembre de 1971, fue capturado por las fuerzas de Vietnam del Norte, cerca de la frontera chino-vietnamita y es llevado a un campamento de prisioneros de guerra. Rambo escapó del lugar en mayo de 1972, pero después fue re-desplegado para tomar venganza. Regresó a los Estados Unidos en 1973. De su unidad de combate sólo él, uno más y su superior Trautman sobrevivieron la guerra.
A su regreso a los Estados Unidos, Rambo descubrió con dolor que muchos civiles estadounidenses odiaban el regreso de los soldados, llamándole "asesino", debido a que en esa época la guerra ya se tornaba muy impopular en el país y en el resto del mundo. Aquí es donde First Blood —primera película de la saga— comienza la historia.

### First Blood
Rambo ha regresado a la vida civil, pero encuentra problemas para reintegrarse en la sociedad, por lo que vagabundea por los Estados Unidos. Adicionalmente no encuentra a su superior y su otro camarada de guerra ha muerto, lo que hace todo aún más difícil para él. Finalmente, al llegar a un pueblo llamado Hope (nombre simbólico que significa "Esperanza", aunque el lugar es real), en el estado de Washington, Rambo se topa con el sheriff Teasle (en la novela es un veterano de la guerra de Corea, aunque esto no se menciona en la película), quien le exige marcharse del pueblo simplemente por su aspecto. Después de un altercado con el sheriff, Rambo es arrestado. Estando en el calabozo, Rambo es maltratado múltiples veces lo que le hace recordar vívidas escenas de su cautiverio como prisionero de guerra en Vietnam, producto del estrés postraumático. A causa de ello Rambo entra en pánico cuando quieren además afeitarle en seco y ataca a los guardias. Después él escapa de prisión y se fuga a los bosques, donde aplica sus tácticas de supervivencia y guerra de guerrillas para sobrevivir y mantenerse prófugo.

## Características
Las características más sobresalientes del personaje son las siguientes, a menudo representadas en programas de televisión y videojuegos.
- Cinta en la cabeza.
- Boca tuerta
- Capacidad de soportar el dolor físico.
- Cuerpo musculoso.
- Cabello largo.
- Un cuchillo con el lomo dentado.
- Arco.
- Ametralladora M60.
- Fusil de asalto AK-47, que coincide con su año de nacimiento, 1947.

## Condecoraciones militares de Rambo
- Medalla de Honor
- Cruz al Servicio Distinguido
- Estrella de Plata con racimo de hoja de roble
- Estrella de Bronce al valor y con tres racimos de hoja de roble
- Corazón Púrpura con tres racimos de hoja de roble
- Medalla por Servicio en Vietnam
- Medalla de la Campaña de Vietnam

## La saga Rambo
El status de icono de John Rambo se alcanzó con la segunda entrega de la saga, Rambo: First Blood Part II, estrenada en 1985. Contó con un alto presupuesto, de 44 millones de dólares. Considerada más como una película de acción que como un drama, Rambo II fue mal recibida por la mayoría de la crítica. Pero esto no impidió que se convirtiera en la segunda película más taquillera de 1985, tras Back to the Future, de Robert Zemeckis (Ronald Reagan, en aquellos momentos presidente de Estados Unidos, confesó que admiraba a Rambo).
Un tercer Rambo, Rambo III, se estrenó en 1988, con el personaje de Stallone combatiendo contra las fuerzas soviéticas en Afganistán para rescatar a su amigo Trautman.
En 2008 se estrenó la cuarta parte de la saga, llamada simplemente " Rambo", situando a John Rambo luchando contra el ejército de Birmania que comete atrocidades contra la minoría karen.
En 2019 se estrenó hasta ahora la última película de la saga Rambo V: Last Blood, que trata sobre el secuestro de su sobrina adoptiva por un cártel mexicano de trata de blancas.